# Arnold (Pensilvania)
Arnold es una ciudad ubicada en el condado de Westmoreland en el estado estadounidense de Pensilvania. En el año 2008 tenía una población de 5,667 habitantes y una densidad poblacional de 2,956.8 personas por km².

## Geografía
Arnold se encuentra ubicada en las coordenadas 40°34′39″N 79°45′52″O / 40.57750, -79.76444.

## Demografía
Según la Oficina del Censo en 2000 los ingresos medios por hogar en la localidad eran de $26,190 y los ingresos medios por familia eran $32,569. Los hombres tenían unos ingresos medios de $31,164 frente a los $23,953 para las mujeres. La renta per cápita para la localidad era de $16,631. Alrededor del 17.7% de la población estaba por debajo del umbral de pobreza.